# Слонов, Иван Артемьевич
Ива́н Арте́мьевич Сло́нов (1882—1945) — российский и советский актёр, режиссёр, педагог и общественный деятель. Народный артист РСФСР (1938).

## Биография
Иван Слонов родился в Москве 22 мая (3 июня) 1882 года. Окончил Московское училище живописи, ваяния и зодчества. Учился в Музыкально-драматическом училище филармонического общества. Посещал спектакли Малого театра, Художественного театра, воспитывался на творчестве М. Н. Ермоловой, Г. Н. Федотовой, А. А. Яблочкиной.
Не окончив музыкально-драматического училища, дебютировал в 1903 году в роли Жадова в спектакле Русского театрального общества и был приглашён в Витебский театр. П. Н. Орленев, находясь в Витебске на гастролях, отметил молодого актёра и рекомендовал его в театр В. Ф. Комиссаржевской. Слонов дебютировал здесь в роли Зимина («Дачники»). Затем он играл роли Власа («Дачники»), Карандышева; Малькова («Дикарка» А.Н. Островского и Н.Я. Соловьёва), Макса («Бой бабочек» Г. Зудермана). Исполнение этих ролей отличалось эмоциональной силой, ярким темпераментом.
В 1906 году Слонов уходит из театра Комиссаржевской. В этот период он работает в театрах Иркутска, Омска, Екатеринодара, Новочеркасска. На провинциальной сцене Слонов приобрёл опыт, не утратив непосредственности, искренности исполнения.
С 1910 года Слонов - ведущий актёр театров Одессы и Киева. Лучшие работы Слонова в этот период — роли в русском классическом репертуаре. Данная им интерпретация образов Чацкого, Незнамова, Карандышева, Мелузова («Таланты и поклонники» А.Н. Островского), Васьки Пепла («На дне» М. Горького) и особенно Нила («Мещане» М. Горького) имела ярко демократический характер, спектакли с его участием восторженно воспринимались в предреволюционные годы передовой частью зрителей, главным образом молодёжью.
Играя роль Протасова («Живой труп» Л.Н. Толстого, 1911), Слонов глубоко раскрыл тему столкновения человека высокой духовной чистоты с буржуазным обществом (в сценах с Абрезаковым и следователем). В эти годы определилась творческая индивидуальность Слонова, мастерски сочетающего силу чувств с тонким психологическим анализом. Внешний рисунок его ролей был строг, чёток и выразителен.
После Октябрьской революции Слонов окончательно связывает свою творческую жизнь с Саратовским театром (где работал с 1915 года), на развитие которого он оказал значительное влияние. Слонов создал на сцене этого театра образы героев новой, революционной действительности: Хомутов («Огненный мост» Б. С. Ромашова), Годун («Разлом» Б.А. Лавренёва), Кошкин, Швандя («Любовь Яровая» К.А. Тренёва). За кажущейся обыденностью своих героев, лишённых показного пафоса, актёр раскрывал высокую патетику первых лет революции.
В последующие годы Слонов сыграл роли: Гай («Мой друг» Н. Ф. Погодина), Берест («Платон Кречет» А.Е. Корнейчука), Глоба («Русские люди» К.М. Симонова) и др. Слонов играл и острохарактерные роли: Мурзавецкий («Волки и овцы» А.Н. Островского), Семён Рак («Воздушный пирог» Б.М. Ромашова), губернатор Козелков («Тень освободителя» по произведениям М.Е. Салтыкова-Щедрина). Одна из лучших ролей Слонова — Николай I («Декабристы» Н.Н. Лернера). Играя Карандышева, Слонов раскрывал трагедию «маленького» человека, «униженного и оскорблённого». Слонов создал также ряд точно артистически выполненных зарисовок исторических лиц; он играл Пушкина («Поэт и царь» Н.Н. Лернера), Кутузова («Фельдмаршал Кутузов» В.А. Соловьёва), Брусилова («Генерал Брусилов» И.Л. Сельвинского), Чапаева (по Д.А. Фурманову).
В числе лучших ролей Слонова также: Фердинанд, герцог Рейхштадский («Орлёнок» Э. Ростана), Раскольников («Преступление и наказание» по Ф.М. Достоевскому), Тот («Тот, кто получает пощёчины» Л.Н. Андреева), Арбенин («Маскарад» М.Ю. Лермонтова), Вершинин («Три сестры» А.П. Чехова), Царь Фёдор Иоаннович (по А. К. Толстому), Гранатов («Человек с портфелем» А. М. Файко), Гамлет, Хлестаков, Очерет («Слава» В. М. Гусева), Пугачёв («Пугачёвщина» К. А. Тренёва), Дыбов («Междубурье» Д. И. Курдина) и др.
Слонов выступал также как режиссёр. Поставил спектакли: «Гроза» (1933), «Аристократы» Н.Ф. Погодина, «Лес» (1936), «Любовь Яровая» (1938) и др.
Являлся горячим поклонником творчества А. Н. Островского, много играл в его пьесах и сам ставил их на сцене театра.
С 1916 года помимо работы в театре занимался педагогической деятельностью.
В 1933 году имя И. А. Слонова присвоено Саратовскому театральному училищу, в 2003 году Саратовскому театру драмы. Одна из улиц центральной части Саратова носит имя Слонова.

Могила Слонова И.А. на Воскресенском кладбище

Похоронен Иван Артемьевич Слонов на Воскресенском кладбище Саратова (1-й участок). Его могила включена в перечень памятников истории и культуры Российской Федерации.

### Семья
- Дед — Иван Васильевич Слонов, крестьянин села Непецино[5].
- Отец — Артемий Иванович Слонов, служил на Александровской железной дороге.
- Мать — Прасковья Никифоровна Слонова.
- Первая жена — Евгения Николаевна Козлянинова (1886—1907), актриса драматического театра имени Комиссаржевской.
  - Дочь — Надежда Ивановна Слонова (1906—2002) — советская актриса, народная артистка РСФСР.
- Вторая жена — Лидия Васильевна Слонова (Лидина-Линская), актриса Саратовского драматического театра имени К. Маркса.
- Двоюродный брат — Михаил Акимович Слонов (1869—1930), русский певец, композитор и педагог.